# Shahapur
Shahapur è una suddivisione dell'India, classificata come census town, di 10.489 abitanti, situata nel distretto di Thane, nello stato federato del Maharashtra. In base al numero di abitanti la città rientra nella classe IV (da 10.000 a 19.999 persone).

## Geografia fisica
La città è situata a 19° 27' 50 N e 73° 19' 32 E.

## Società

### Evoluzione demografica
Al censimento del 2001 la popolazione di Shahapur assommava a 10.489 persone, delle quali 5.370 maschi e 5.119 femmine. I bambini di età inferiore o uguale ai sei anni assommavano a 1.219, dei quali 640 maschi e 579 femmine. Infine, coloro che erano in grado di saper almeno leggere e scrivere erano 8.184, dei quali 4.416 maschi e 3.768 femmine.